# Nebeský polda
Nebeský polda (v anglickém originále Sky Police) je 16. díl 26. řady (celkem 568.) amerického animovaného seriálu Simpsonovi. Scénář napsal Matt Selman a díl režíroval Rob Oliver. V USA měl premiéru dne 8. března 2015 na stanici Fox Broadcasting Company a v Česku byl poprvé vysílán 1. září 2015 na stanici Prima Cool.

## Děj
Nedopatřením obdrží šerif Clancy Wiggum zásilku s jetpackem, díky kterému může létat. Užívá si ho až do doby, než do jeho kanceláře vstoupí armádní generál Clancy Wiggins, jemuž byla zásilka původně adresována a on místo toho obdržel povlečení, které mělo patřit Wiggumovi. Wiggum mu ale odmítne trysky dát, vzlétne s nimi, ale byl sestřelen.
Nezajištěné trysky narazí do springfieldského kostela a zničí jej. Když Simpsonovi přijedou do kostela, všimnou si, že jej úplně zničil požár. Jelikož kostel nebyl dostatečně pojištěný, chyběly peníze na jeho opravu. Marge proto napadne, že církev bude muset žádat lidi o peníze. Apu však navrhne, že zná lepší způsob, jak peníze získat – hraním blackjacku v kasinu s pomocí počítání karet. Ned je zpočátku proti, avšak když zjistí, že hazard není hřích, na tuto možnost přistoupí. Církevní výbor ve složení reverend Timothy Lovejoy, Helena Lovejoyová, Marge Simpsonová, Mel, Agnes Skinnerová, Apu Nahasapímapetilon a Ned Flanders tedy začne trénovat počítání karet v garáži. Především je důležité se soustředit a nenechat se ničím rozptylovat. Počítání karet je legální, ale neoblíbená činnost, takže se o tom nikdo v kasinu nesmí dozvědět. Skupina se vydá do kasina na svou první akci, která dopadne úspěšně, a chystá se na druhé kolo. Jelikož o nich už kasino ví, musí si pro druhé kolo vzít převleky. O tom, že Marge chodí do kasina, se omylem dozví Bart s Lízou, protože uslyší, jak telefonuje s Melem. Marge se tedy přizná, ale řekne jim, že to nesmí nikomu prozradit. Skupina se následně vydá na druhé kolo, které taktéž dopadne velmi úspěšně. Jsou tak získány všechny potřebné peníze na opravu kostela. Když se Marge vrátí domů, Homer tam není. V tom jí však Homer zavolá z kasina, že ho chytili pracovníci ochranky. Řekne jí, že Bart s Lizou mu o jejich plánu v kasinu pověděli, a tak se ji vydal zachránit. Namísto toho ho však chytila ochranka kvůli tomu, že Marge je jeho žena. Marge to šla hned oznámit reverendovi a řekla mu, že kasinu musí vrátit peníze. Má to však háček, a to sice, že reverend už je dal stavební firmě. Pracovníci stavební firmy, kteří už zahájili práce na opravě kostela, se jim při žádosti o vrácení peněz vysmějí. Marge se proto přijde pomodlit do kasina, kde si jí všimnou pracovníci ochranky, kteří jí navrhnou, že Homera propustí, avšak pod podmínkou, že celá tato církevní skupina má navždy zákaz vstupu do všech kasin. Homer se tomu zprvu brání a snaží se je obhájit, ale neúspěšně. Akce se nakonec vydaří a kostel je úspěšně opraven.

## Přijetí
Epizoda získala rating 1,6 a sledovalo ji celkem 3,79 milionu diváků, čímž se stala třetím nejsledovanějším pořadem stanice Fox za Griffinovými a Posledním chlapem na Zemi.
Patrick D. Gaertner ze serveru Puzzled Pagan napsal: „U tohoto dílu jsem se vlastně hodně bavil. Teoreticky se myšlenka ‚Marge a církevní rada shánějí peníze na záchranu kostela‘ zdá jako jedno z nejméně zajímavých shrnutí zápletky, jaké bych kdy mohl vymyslet, ale na mě to fungovalo. To, že skupinka nejméně pravděpodobných občanů Springfieldu zorganizuje složitý plán s počítáním karet, je docela zábavné a líbilo se mi, že si tyhle namyšlené církevní postavy pustily žilou a trochu se pobavily. Jo, o tom, že Marge je kanonicky závislá na hazardu, se moc nemluvilo, ale co, to už je víc než dvacet let. Navíc má díl opravdu hodně co říct k celé myšlence, že počítání karet, které je proti pravidlům kasina, je tak trochu směšné. Není to nezákonné a je to vlastně jen velmi dobré v této hře. Jen se jim to nelíbí, protože jim to ztěžuje tahání peněz z hloupých lidí. Jo, a taky jsem viděl náčelníka Wigguma v jetpacku. To se hodně počítá.“.
Matt Selman byl za scénář k této epizodě nominován na Cenu Sdružení amerických scenáristů za vynikající scénář k animovanému dílu na 68. ročníku těchto cen.